# Bydgoski
Bydgoski là một huyện thuộc tỉnh Kujawsko-Pomorskie của Ba Lan. Huyện có diện tích 1395 km². Đến ngày 1 tháng 1 năm 2011, dân số của huyện là 104624 người và mật độ 75 người/km².